# Toltrazuril
El toltrazuril es un fármaco coccidiostático derivado de las triazinas que es empleado en medicina veterinaria para tratar enfermedades provocadas por coccidios.

## Usos
Se utiliza para tratar la coccidiosis de ganado, ovejas y cerdos. Tiene efectos anticoccidiales significativos sobre Eimeria, un patógeno de la coccidiosis en aves, por lo que se emplea también comúnmente en aves de corral, como pollos y pavos.

## Metabolismo
El Toltrazuril se transforma rápidamente en dos metabolitos de sulfuro principales, un sulfóxido de toltrazurilo intermedio transitorio y un compuesto más estable, la toltrazuril sulfona.